# 浦県民サンビーチ
浦県民サンビーチ（うらけんみんサンビーチ）は、兵庫県淡路市浦にある海水浴場。1994年開業。

## 概要
淡路島北東部、旧東浦町市街地にある。大阪湾を一望でき、天気が良い日には、紀伊水道に浮かぶ島々が蜃気楼による浮島として眺められる。遠くは関西空港や神戸空港を離発着する航空機を眺めることもできる。2001年度（平成13年度）には、環境省選定の「日本の水浴場88選」にも選ばれている。

## 歴史
- 1973年（昭和48年）7月11日 - 浦県民サンビーチが完成する。
- 1992年（平成4年）11月14日 - 塩浜公園パターゴルフ場が完成する。
- 1994年（平成6年）7月6日 - 浦海浜公園が完成する。
- 1995年（平成7年）7月3日 - 故名誉町民井植歳男翁銅像除幕式が行われる。
- 1997年（平成9年）6月1日 - ひがしうら文化館（サンシャインホール）がオープンする。
- 2000年（平成12年）3月15日 - 東浦バスターミナル・中浜稔猫美術館・陶芸館が完成する。
- 2001年（平成13年）
  - 4月15日 - 東浦ターミナルパークにダビデ像が設置され、彫刻の道が完成する。
  - 8月21日 - 東浦ターミナルパークが、国土交通省の道の駅に登録される。
- 2003年（平成15年）
  - 5月3日 - 中浜稔猫美術館入館者1,114日目で5万人を突破。
  - 5月4日 - サンシャインホール内に「わいわいサンリッチ」がオープンする。
  - 12月14日 - 道の駅・東浦ターミナルパークに東浦物産館オープン[3]。

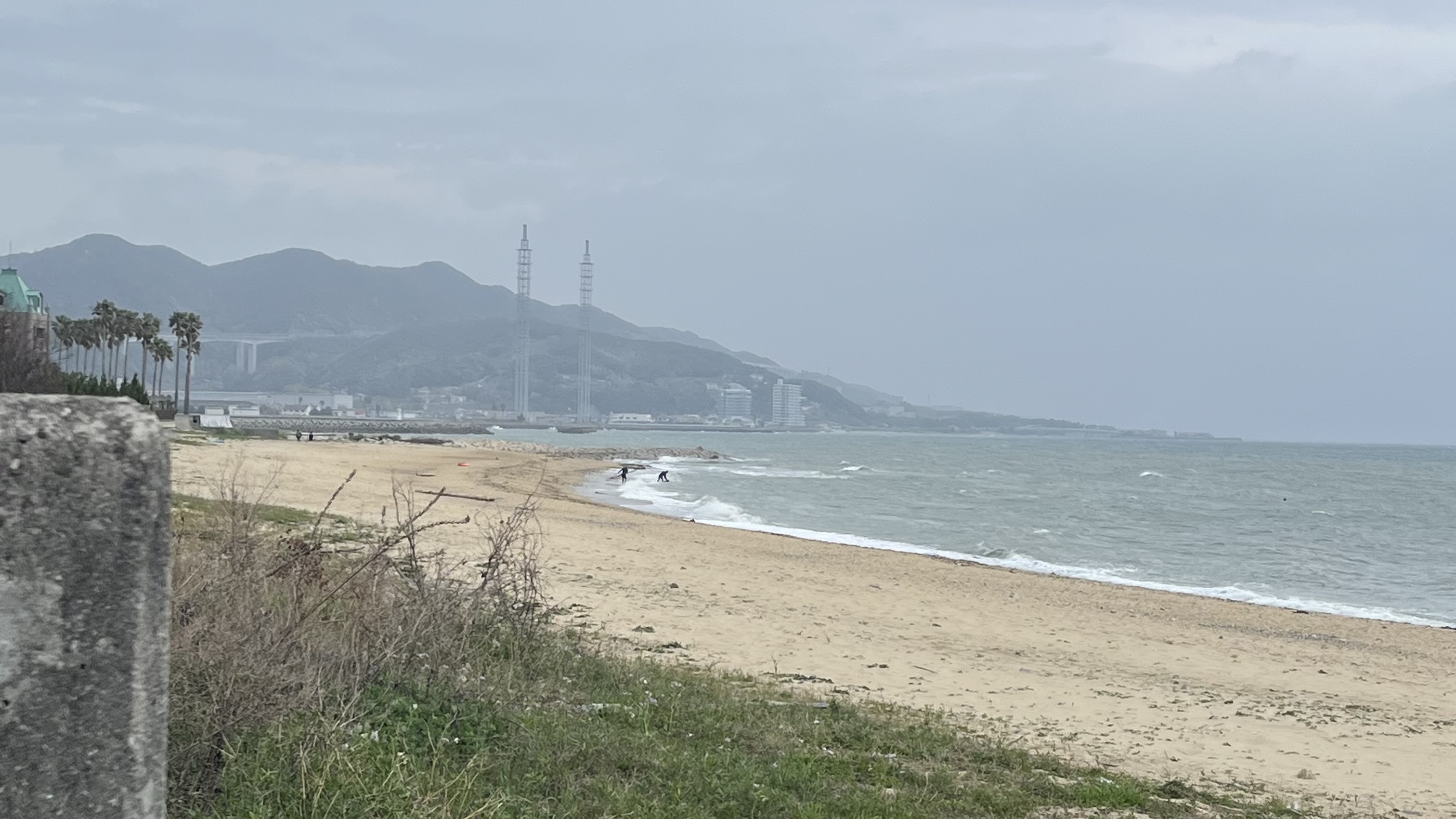
浦県民サンビーチ

## 浦海浜公園内の施設
- 浦県民サンビーチ
- 淡路市立中浜稔猫美術館
- 淡路市立陶芸館
- 道の駅東浦ターミナルパーク
- フローラルアイランド
- 東浦バスターミナル
- 塩浜公園
- サンシャインホール（淡路市立東浦図書館）
- サンシャインブリッジ
- 塩浜公園パターゴルフ場
- ダビデ像・井植歳男翁銅像

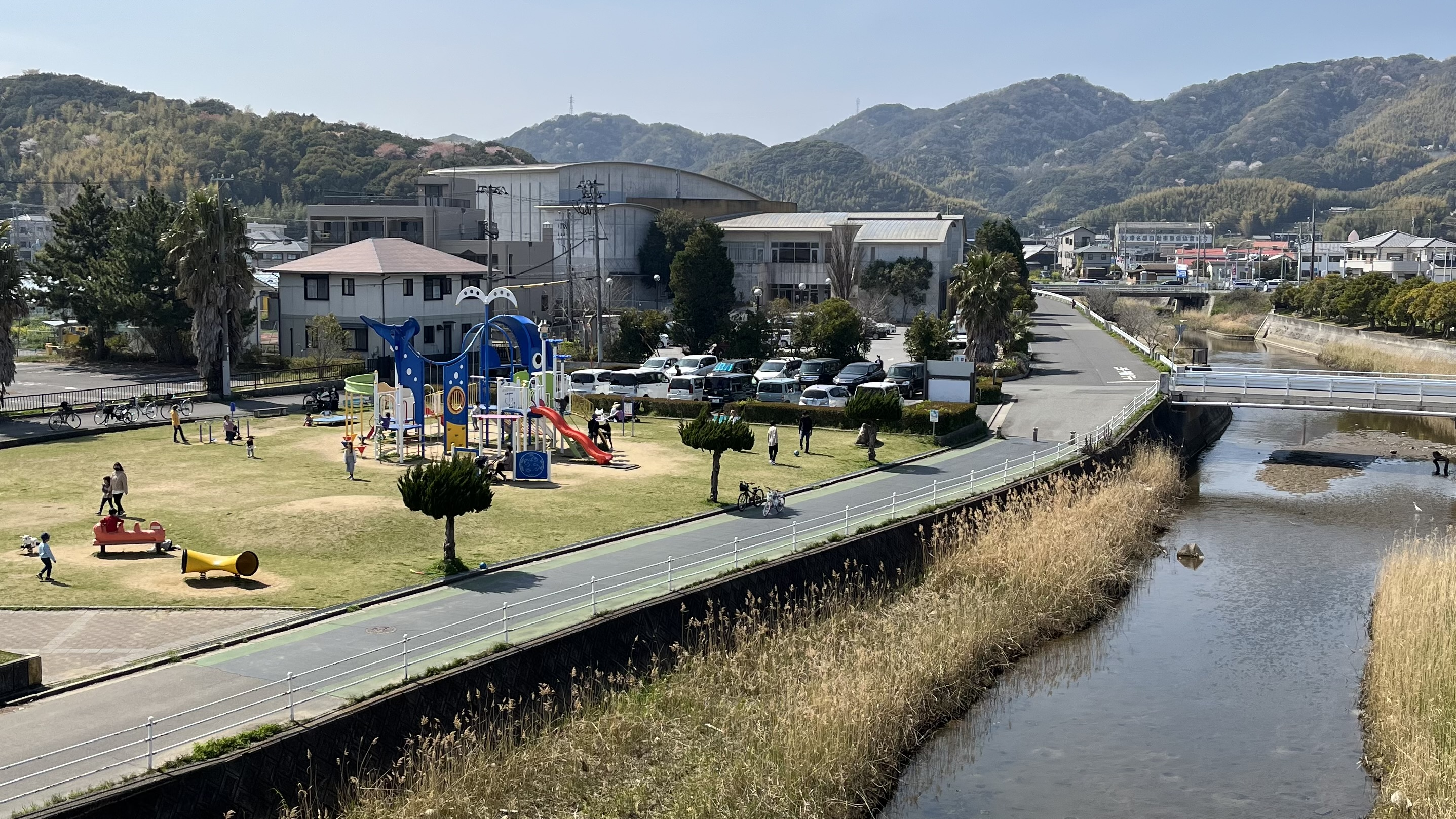
サンシャインブリッジから塩浜公園を眺める
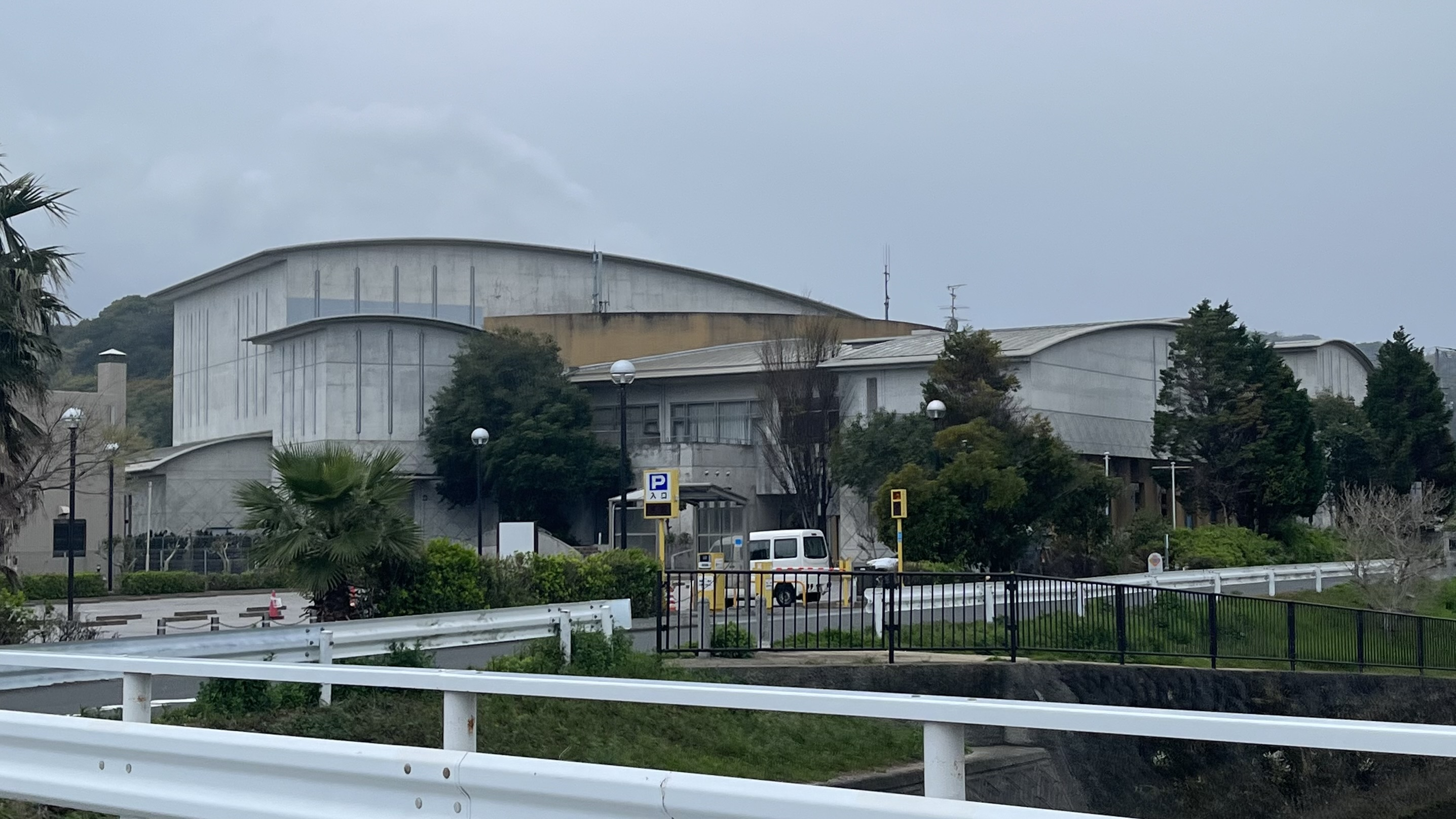
サンシャインホール
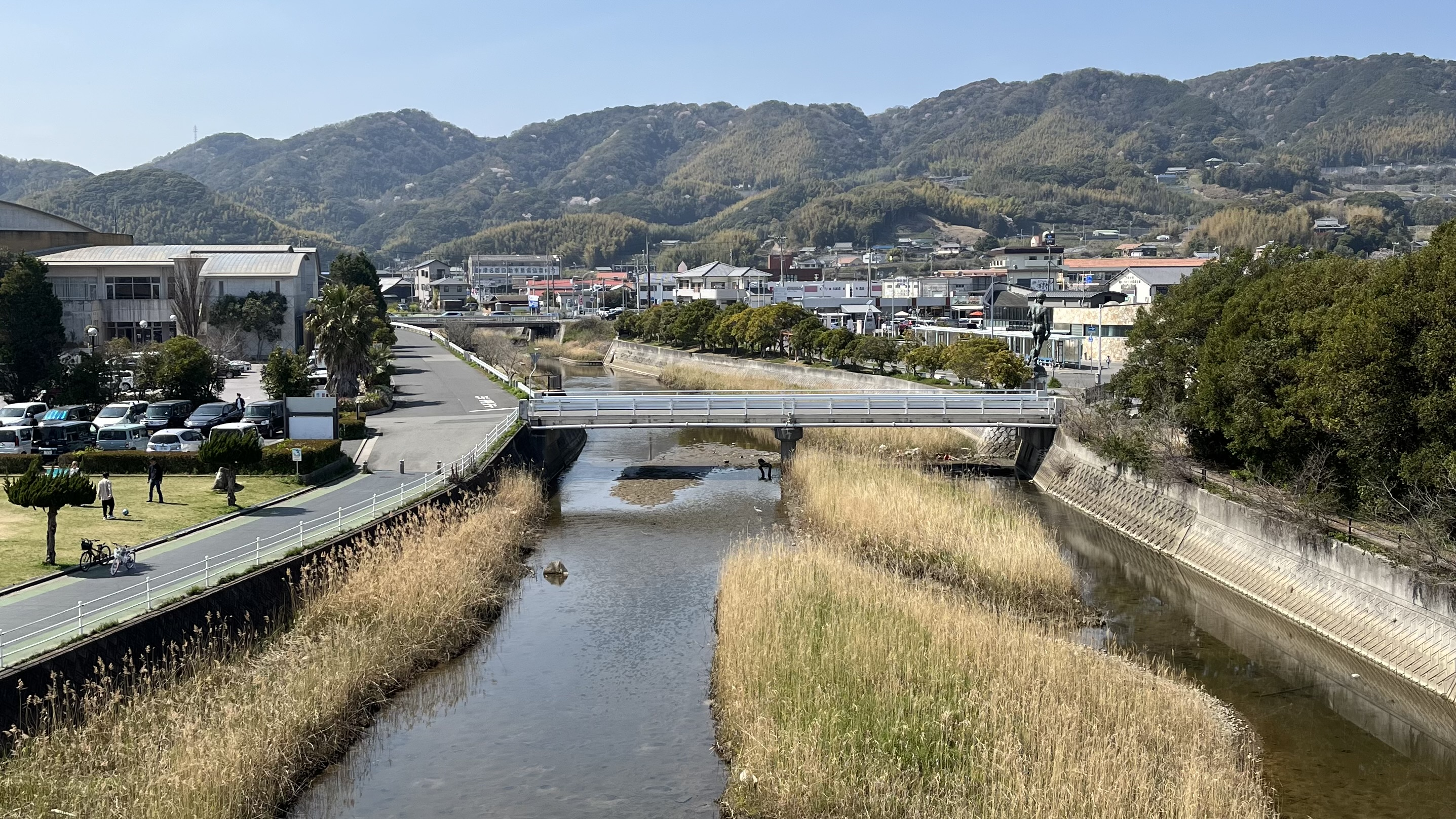
サンシャインブリッジから東浦市街地を眺める

## アクセス
- 神戸淡路鳴門自動車道 東浦ICから車で5分
- 明石港（ジェノバライン） - 岩屋ポートターミナル（あわ神あわ姫バス） - 東浦BTバス停下車、徒歩約1分
- 高速舞子（本四海峡バス） - 東浦BTバス停下車、徒歩約1分